# 弘前学院短期大学
弘前学院短期大学（日语：／ Hirosaki Gakuin Tanki Daigaku *），简称弘短（ひろたん）是过去一所位于日本青森县弘前市的私立短期大学。

## 概要

### 简介
- 学校最早可以追溯到1886年[1]。短期大学为于1950年开办[1]、由学校法人弘前学院经营、来源于本多庸一的新教思想[2]。招生到1998年[1]、停办于2000年[1]。

### 历史
- 1950年 弘前学院短期大学成立并同时设置英文科[1]。
- 1957年 家政科成立[1]。
- 1960年 专科食物专攻成立[3]。
- 1966年 日文科成立[1]。
- 1968年 专科食物专攻变更为家政专攻[3]。日文专攻和英文专攻成立[3]。
- 1970年 英文科和日文科招生最后[1]。
- 1972年 今年3月31日英文科和日文科停办。
- 1988年 家政科变更为生活福利科[1]。
- 1998年 短期大学招生最后[4]。
- 2000年 今年10月26日正式停办[4]。

## 学校环境
- 校区：在了青森县弘前市[注 1]

## 组织

### 学科
- 生活福利科

### 前学科
- 英文科[注 2]
- 日文科[注 2]

### 专科
| - 家政专攻 - 日文专攻 - 英文专攻 |

### 业余课程
| - 没有 |

## 相关链接
- 日本短期大学列表
- 弘前学院大学：后来校